# ルイス・マモーナ・ジョアン
ルイス・マモーナ・ジョアン（Luís Mamona João、1981年2月1日 - ）は、アンゴラの元サッカー選手。元アンゴラ代表。ポジションはゴールキーパー。

## 来歴
2003年8月にアンゴラ代表デビュー。出場機会は無かったものの2006 FIFAワールドカップのメンバーにも選出された。。アフリカネイションズカップには4大会に出場している。2013年までに通算56試合に出場した。

## 代表歴

### 出場大会
- アンゴラ代表
  - 2006 FIFAワールドカップ

### 試合数
- 国際Aマッチ 56試合 0得点（2003年-2013年）[1]

| アンゴラ代表 | 国際Aマッチ | 国際Aマッチ |
| 年           | 出場        | 得点        |
| ------------ | ----------- | ----------- |
| 2003         | 1           | 0           |
| 2004         | 4           | 0           |
| 2005         | 3           | 0           |
| 2006         | 5           | 0           |
| 2007         | 4           | 0           |
| 2008         | 14          | 0           |
| 2009         | 9           | 0           |
| 2010         | 5           | 0           |
| 2011         | 3           | 0           |
| 2012         | 5           | 0           |
| 2013         | 3           | 0           |
| 通算         | 56          | 0           |